# Tarpomaoiva
Tarpomaoiva är en kulle i Finland.   Den ligger i den ekonomiska regionen  Östra Lapplands ekonomiska region  och landskapet Lappland, i den norra delen av landet, 800 km norr om huvudstaden Helsingfors. Toppen på Tarpomaoiva är 312 meter över havet.
Terrängen runt Tarpomaoiva är platt åt nordväst, men åt sydost är den kuperad.  Trakten runt Tarpomaoiva är nära nog obefolkad, med mindre än två invånare per kvadratkilometer. Det finns inga samhällen i närheten. == Kommentarer ==
1. ↑  Position justerad utifrån höjddata (DEM 3") från Viewfinder Panoramas.[1] Mer om algoritmen finns här: Användare:Lsjbot/Algoritmer.
2. ↑  Framräknat ur höjduppgifter (DEM 3") från Viewfinder Panoramas.[1] Mer om algoritmen finns här: Användare:Lsjbot/Algoritmer.
3. ↑  Framräknat ur variansen i alla höjduppgifter (DEM 3") från Viewfinder Panoramas, inom 10 km radie.[1] Mer om algoritmen finns här: Användare:Lsjbot/Algoritmer.